# Histoire philatélique et postale de la Suède

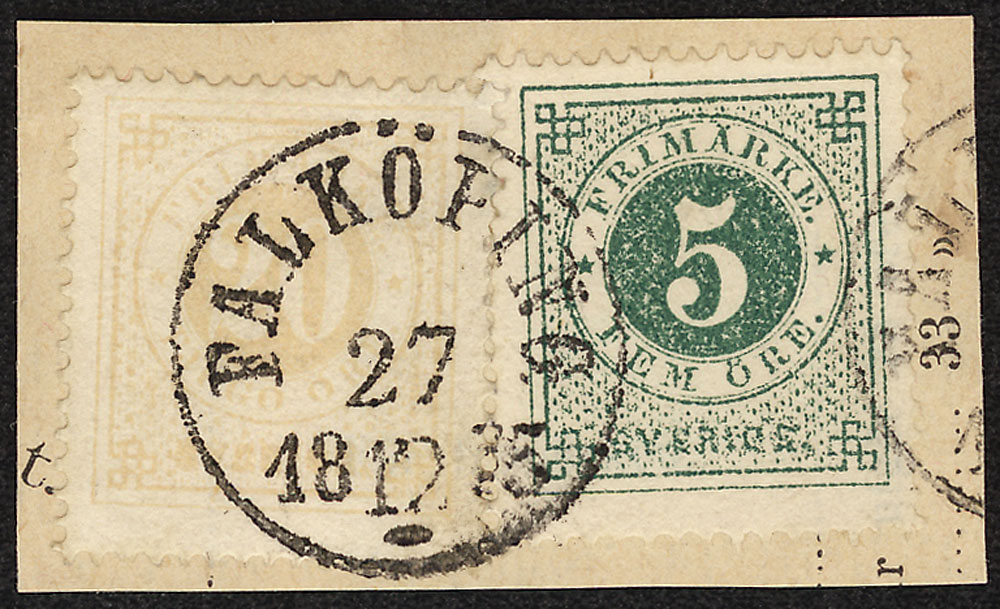
Fragment de 1875

Ceci est une introduction à l'histoire postale et philatélique de la Suède.

## Les débuts
Le service postal suédois Posten a été créé  en 1636 par Axel Oxenstierna. Il fut généralisé à l'ensemble du pays au XVIIIe siècle. Une initiative de la poste suédoise à cette époque mérite d'être mentionnée : 
Les courriers urgents étaient repérés par une plume qui était attachée au sceau de cire qui fermait le pli  .

## La première émission suédoise
Elle fut émise en 1855 et donna lieu à une variété spectaculaire le « Tre skilling jaune » qui n'est connu qu'à un seul exemplaire et qui de ce fait est devenu le timbre le plus cher du monde.